# Yaghi-Siyan
Yaghi-Siyan († 3. Juni 1098) war Statthalter von Antiochia während des Ersten Kreuzzugs.
Er war ein türkischer Sklave des Seldschuken-Sultans Malik Schah I., der 1085 Antiochia eroberte und Yaghi-Siyan etwa 1088 dort als Statthalter einsetzte. 
1097–98 erfolgte die Belagerung von Antiochia. Er rief hierbei seinen Schwiegersohn Radwan zu Hilfe. Am 3. Juni 1098 fiel Antiochia durch Verrat und Yaghi-Siyan starb auf der Flucht.
| Personendaten    | Personendaten             |
| ---------------- | ------------------------- |
| NAME             | Yaghi-Siyan               |
| KURZBESCHREIBUNG | Statthalter von Antiochia |
| GEBURTSDATUM     | 11. Jahrhundert           |
| STERBEDATUM      | 3. Juni 1098              |